# ホセ・パブロ・モンカーヨ
ホセ・パブロ・モンカーヨ・ガルシア（José Pablo Moncayo Garcia, 1912年6月29日 - 1958年6月16日）は、メキシコの作曲家、指揮者。

## 人物・来歴
1912年生まれ。ハリスコ州グアダラハラ出身。メキシコ音楽院に入り、作曲をカルロス・チャベスに師事した。プロとしての最初の仕事はメキシコ州交響楽団の打楽器奏者であった。その後、1949年から1954年までメキシコ国立交響楽団の指揮者を務めた。彼はまたアメリカ合衆国の作曲家アーロン・コープランドに招待され師事した。
ブラス・ガリンド、サルバドール・コントレラス、ダニエル・アイヤラ・ペレス（英語: Daniel Ayala Pérez）の3人の作曲家とのグループは「メキシコ4人組」とよばれ、メキシコ国民楽派の精神を反映した曲を書いた。彼らの音楽はメキシコ民謡から取り出された旋律、リズム、和声を使用したものだった。
モンカイヨのもっとも有名な作品は、ソン・ウアステコのサブジャンルであるウアパンゴ（英語: Huapango）の音楽を交響楽団版にした色彩的な幻想曲「ウアパンゴ」（1941）である。しかしその他にもオペラ、バレエ、ピアノ独奏曲、シンフォニア（1944年）やシンフォニエッタ（1945年）のような管弦楽曲、2本のオーボエと弦楽合奏のための「セルバンテスへのオマージュ」（1947年）のような協奏曲などがある。
1958年死去。45歳没。

## 文献
- Torres-Chibrás, Armando Ramón. 2002. "José Pablo Moncayo, Mexican Composer and Conductor: A Survey of His Life with a Historical Perspective of His Time." DMA diss., University of Missouri, Kansas City. Ann Arbor, MI: University Microfilms International. ISBN 0-493-66937-X
- Torres-Chibrás, Armando. 2009. José Pablo Moncayo: Mexico's Musical Crest. Köln: LAP Lambert Academic Publishing.
- Zepeda Moreno, José Kamuel. 2005. Vida y obra de José Pablo Moncayo. Guadalajara, Jalisco, México: Gobierno de Jalisco, Secretaría de Cultura.